# Maryja Schkanawa
Maryja Iharauna Schkanawa (belarussisch Марыя Ігараўна Шканава, russisch Мария Игоревна Шканова Marija Igorewna Schkanowa; bei der FIS nach englischer Transkription Maria Shkanova; * 18. Oktober 1989 in Leningrad, Russische SFSR, Sowjetunion) ist eine belarussische Skirennläuferin. Sie ist auf die technischen Disziplinen Slalom und Riesenslalom spezialisiert.

## Biografie
Maryja Schkanawa kam 1989 in Leningrad zur Welt. Sie lebt in Minsk. Mit 15 bestritt sie in Russland ihre ersten FIS-Rennen und blieb einige Winter auf dieser Rennebene. Im März 2006 nahm sie erstmals an Juniorenweltmeisterschaften teil und belegte Rang 52 im Super-G, während sie in ihren Paradedisziplinen Slalom und Riesenslalom nicht ins Ziel kam. Bei zwei weiteren JWM-Teilnahmen blieb ein 37. Platz im Riesenslalom (Garmisch-Partenkirchen 2009) ihr bestes Resultat. An einer Weltmeisterschaft nahm sie erstmals 2009 in Val-d’Isère teil, wo sie sich abermals nur im Super-G klassierte. Im Februar 2010 vertrat sie Belarus in Vancouver erstmals bei Olympischen Winterspielen.
Am 3. Januar 2012 startete sie im Slalom von Zagreb zum ersten Mal im Weltcup. Von da an bestritt sie regelmäßig Rennen in den Disziplinen Slalom, Riesenslalom und Super-G, seit 2016 konzentriert sie sich auf die technischen Bewerbe. Einen Monat später gab sie im Super-G von Jasná ihr Europacup-Debüt, dort erreichte sie mit Platz 5 im Slalom von Zell am See im Januar 2022 ihr bisher bestes Ergebnis. Fünf Jahre nach ihrem Weltcup-Debüt erreichte sie Anfang Januar 2017 in Zagreb Rang 23, womit sie nicht nur als erste Belarussin Weltcuppunkte gewann, sondern auch die nationale Bestleistung von Juryj Danilatschkin (Rang 25 in der Super-Kombination von Krasnaja Poljana im Februar 2012) überbot. Anfang Februar errang sie bei der Universiade in Almaty die Goldmedaille im Slalom sowie Silber in der Kombination und Bronze im Riesenslalom. Bei den Weltmeisterschaften 2017 in St. Moritz gewann sie beide Qualifikationsrennen für die technischen Bewerbe, kam über einen 31. Rang im Slalom jedoch nicht hinaus. Ihr bis dato bestes Ergebnis im Weltcup erreichte sie am 11. Januar 2022, als sie beim Slalom in Schladming auf Rang 20 fuhr.

## Erfolge

### Olympische Winterspiele
- Vancouver 2010: 33. Super-G, 38. Slalom, 40. Riesenslalom
- Sotschi 2014: 29. Slalom, 44. Riesenslalom, DNF Super-G
- Pyeongchang 2018: 28. Slalom, 38. Riesenslalom, DNS Super-G
- Peking 2022: 20. Slalom

### Weltmeisterschaften
- Val-d’Isère 2009: 31. Super-G, DNF Riesenslalom, DNF Slalom
- Garmisch-Partenkirchen 2011: 29. Super-G, 47. Riesenslalom, DNF Slalom
- Schladming 2013: 30. Super-Kombination, DNF Riesenslalom, DNF Slalom, DNS Super-G
- St. Moritz 2017: 31. Slalom, DNF Riesenslalom
- Åre 2019: 25. Slalom, 48. Riesenslalom
- Cortina d’Ampezzo 2021: 28. Slalom, DNF Riesenslalom, DNQ Parallelrennen

### Weltcup
- 2 Platzierungen unter den besten 30

### Weltcupwertungen
| Saison  | Gesamt | Gesamt | Slalom | Slalom |
| Saison  | Platz  | Punkte | Platz  | Punkte |
| ------- | ------ | ------ | ------ | ------ |
| 2016/17 | 113.   | 8      | 51.    | 8      |
| 2021/22 | 112.   | 11     | 48.    | 11     |

### Europacup
- 3 Platzierungen unter den besten 10

### Europacupwertungen
| Saison  | Gesamt | Gesamt | Super-G | Super-G | Slalom | Slalom |
| Saison  | Platz  | Punkte | Platz   | Punkte  | Platz  | Punkte |
| ------- | ------ | ------ | ------- | ------- | ------ | ------ |
| 2012/13 | 164.   | 8      | 64      | 8       | -      | -      |
| 2017/18 | 97.    | 57     | -       | -       | 33     | 57     |
| 2018/19 | 126.   | 29     | -       | -       | 50     | 29     |
| 2019/20 | 119.   | 34     | -       | -       | 45.    | 34     |
| 2020/21 | 64.    | 90     | -       | -       | 26.    | 90     |
| 2021/22 | 55.    | 146    | -       | -       | 16.    | 146.   |

### Far East Cup
- 5 Platzierungen unter den besten 10

### Juniorenweltmeisterschaften
- Québec 2006: 52. Super-G
- Flachau 2007: 62. Riesenslalom
- Garmisch-Partenkirchen 2009: 37. Super-G, 40. Abfahrt, 51. Riesenslalom

### Weitere Erfolge
- Vier Medaillen bei Winter-Universiaden (Gold Slalom 2017, Silber Kombination 2017, Bronze Kombination 2013 und Riesenslalom 2017)
- Sieg bei den kroatischen Meisterschaften im Slalom 2016
- 18 Siege in FIS-Rennen